# یواس‌اس بیرمنگام
یواس‌اس بیرمنگام ممکن است به یکی از موارد زیر اشاره داشته باشد:
- یواس‌اس بیرمنگام (اس‌اس‌ان-۶۹۵)
- یواس‌اس بیرمنگام (سی‌ال-۲)
- یواس‌اس بیرمنگام (سی‌ال-۶۲)